# Prisoner
Singles par Miley Cyrus
Midnight Sky
(2020) Angels Like You
(2021)
Singles par Dua Lipa
Fever
(2020)
Clip vidéo
[vidéo] « Prisoner », sur YouTube
Prisoner est une chanson de la chanteuse américaine Miley Cyrus featuring la chanteuse anglaise Dua Lipa. Elle est sortie le 19 novembre 2020 sous le label RCA Records comme le deuxième single du septième album de Miley Cyrus, Plastic Hearts. La chanson est également présente sur l'édition deluxe de l'album Future Nostalgia de Dua Lipa

## Liste de titres
| 1. | Prisoner | 2:49 |

## Crédits et personnel
Crédits adaptés depuis Tidal.
- Miley Cyrus – chant, chœurs, composition, production exécutive
- Dua Lipa – chant, chœurs, composition
- Andrew Watt  – composition, production, production exécutive, chœurs, basse, batterie, guitare, claviers
- The Monsters & Strangerz – production, chœurs, claviers
- Jordan K. Johnson – écriture
- Marcus Lomax – écriture
- Stefan Johnson – écriture
- Ali Tamposi – écriture
- Jonathan Bellion – écriture, chœurs, productions diverses
- Michael Pollack – écriture, chœurs
- John Hanes – ingénieur du son
- Paul LaMalfa – ingénieur du son
- Serban Ghenea – mixage
- Randy Merrill – mastérisation

## Classements hebdomadaires
| Classement (2020)                      | Meilleure position |
| -------------------------------------- | ------------------ |
| Allemagne (GfK Entertainment)          | 20                 |
| Argentine (Hot 100)                    | 49                 |
| Australie (ARIA)                       | 13                 |
| Autriche (Ö3 Austria Top 40)           | 15                 |
| Belgique (Flandre Ultratop 50 Singles) | 28                 |
| Belgique (Wallonie Ultratip 50)        | 13                 |
| Bulgarie (Prophon)                     | 1                  |
| Canada (Hot 100)                       | 17                 |
| Canada (CHR/Top 40)                    | 24                 |
| Canada (Hot AC)                        | 27                 |
| Croatie (HRT)                          | 29                 |
| Danemark (Tracklisten)                 | 36                 |
| Espagne (Promusicae)                   | 26                 |
| États-Unis (Hot 100)                   | 54                 |
| États-Unis (Adult Pop Songs)           | 39                 |
| États-Unis (Pop Airplay)               | 30                 |
| États-Unis (Rolling Stone Top 100)     | 18                 |
| Finlande (Suomen virallinen lista)     | 15                 |
| France (SNEP)                          | 76                 |
| France (SNEP Ventes)                   | 12                 |
| Hongrie (Single Top 40)                | 7                  |
| Hongrie (Stream Top 40)                | 7                  |
| Global 200 (Billboard)                 | 12                 |
| Grèce (IFPI Greece)                    | 5                  |
| Irlande (Irish Singles Chart)          | 5                  |
| Italie (FIMI)                          | 34                 |
| Japon (Billboard Hot Overseas)         | 14                 |
| Lituanie (AGATA)                       | 4                  |
| Norvège (VG-lista)                     | 11                 |
| Nouvelle-Zélande (RMNZ)                | 24                 |
| Pays-Bas (Nederlandse Top 40)          | 17                 |
| Pays-Bas (Single Top 100)              | 22                 |
| Portugal (AFP)                         | 13                 |
| Roumanie (Airplay 100)                 | 85                 |
| Royaume-Uni (UK Singles Chart)         | 8                  |
| Salvador (Monitor Latino)              | 16                 |
| Singapour (RIAS)                       | 27                 |
| Slovaquie (IFPI Singles Digitál)       | 10                 |
| Suède (Sverigetopplistan)              | 23                 |
| Suisse (Schweizer Hitparade)           | 11                 |
| Tchéquie (IFPI Singles Digitál)        | 14                 |

## Historique de sortie
| Pays        | Date             | Format                                 | Label(s) | Réf.   |
| ----------- | ---------------- | -------------------------------------- | -------- | ------ |
| Monde       | 19 novembre 2020 | - Téléchargement - streaming           | RCA      | [ 1 ]  |
| Australie   | 20 novembre 2020 | Diffusion radio (succès contemporains) | Sony     | [ 44 ] |
| Pays-Bas    | 21 novembre 2020 | Diffusion radio (succès contemporains) | RCA      | [ 45 ] |
| Royaume-Uni | 21 novembre 2020 | Diffusion radio (adult contemporary)   | RCA      | [ 46 ] |
| États-Unis  | 24 novembre 2020 | Diffusion radio (succès contemporains) | RCA      | [ 47 ] |
| Royaume-Uni | 27 novembre 2020 | Diffusion radio (succès contemporains) | RCA      | [ 48 ] |
| États-Unis  | 7 décembre 2020  | Diffusion radio (adult contemporary)   | RCA      | [ 49 ] |
| Italie      | 11 décembre 2020 | Diffusion radio (succès contemporains) | Sony     | [ 50 ] |